# Perruthénate de tétrapropylammonium
Le perruthénate de tétrapropylammonium (TPAP ou TPAPR) est le composé chimique décrit par la formule N(C3H7)4RuO4. Parfois connu sous le nom de réactif de Ley-Griffith, ce composé à base de ruthénium est utilisé comme réactif en synthèse organique. Ce sel consiste en un cation tétrapropylammonium et un anion perruthénate RuO4−. Le tétroxyde de ruthénium est un oxydant très agressif, mais son dérivé réduit (d'un électron) est un agent oxydant doux pour la conversion des alcools en aldéhydes. Cet agent oxydant peut aussi être utilisé pour oxyder des alcools primaires jusqu'aux acides carboxyliques par l'utilisation d'une plus grande quantité de catalyseur et de co-oxydant ainsi que l'addition de deux équivalents d'eau. Le mécanisme passe par une oxydation normale de l'alcool en aldéhyde, suivie par une hydration, et une oxydation finale.
L'oxydation génère de l'eau qui peut être enlevée par l'ajout de tamis moléculaire. Le TPAP est coûteux, mais peut être utilisé en quantité catalytique. Le cycle catalytique est maintenu par l'addition d'une quantité stœchiométrique d'un co-oxydant tel que la N-méthylmorpholine N-oxyde ou d'oxygène moléculaire.

Oxydation d'un alcool en aldéhyde avec le TPAP (0.06 éq.) et la N-méthylmorpholine N-oxyde (1.7 éq.) avec tamis moléculaire, dans le dichlorométhane.